# تل جرجي
تل جرجي  قرية سوريّة تتبع إداريّاً لمحافظة حلب منطقة الباب ناحية مركز الباب، بلغ تعداد سكانها 689 نسمة حسب التعداد السكاني لعام 2004.